# Piva (fiume)
La Piva è un fiume della penisola balcanica, che attraversa il Montenegro fino al confine con la Bosnia ed Erzegovina, dove confluisce con il fiume Tara per formare la Drina.

## Descrizione
La Piva nasce dal monte Golija, vicino al Monastero di Piva. Le acque della sorgente si gettano nel fiume Komarnica, poi formano il lago artificiale di Piva e infine confluiscono nella Drina: l'intero corso del fiume è lungo 120 km.
Il fiume scorre per un lungo tratto in un canyon, profondo fino a 1200 metri, al termine del quale una diga alta 220 metri crea il lago artificiale che alimenta la centrale idroelettrica di Mratinje.
Dopo la diga, la Piva continua il suo corso verso nord, confluisce con il Tara a Šćepan Polje, al confine con la Bosnia-Erzegovina, creando la Drina.
Le acque della Piva confluiscono nel Mar Nero e il suo bacino idrografico misura 1270 km². La Piva non è navigabile.